# Giovanni Ricchiuti
Giovanni Ricchiuti (* 1. srpna 1948 Bisceglie) je italský římskokatolický duchovní, arcibiskup a emeritní biskup Altamury-Graviny-Acquaviva delle Fonti.

## Život
Narodil se 1. srpna 1948 v Bisceglie.
Vstoupil do Papežského regionálního semináře v Molfettě. Po teologickém studiu byl 9. září 1972 arcibiskupem Giuseppe Caratou vysvěcen na kněze a inkardinován do arcidiecéze Trani-Barletta-Bisceglie. Pokračoval ve studiu na Papežském biblickém institutu v Římě. V letech 1975–1976 byl rektorem menšího semináře. V rámci pastorační činnosti sloužil v rodném městě. Zastával funkci biskupského vikáře a zároveň přednášel v Trani. Roku 1994 byl ustanoven rektorem regionalního semináře v Molfettě.
Dne 27. července 2005 jej papež Benedikt XVI. jmenoval arcibiskupem Acerenzy. Biskupské svěcení přijal 8. října z rukou arcibiskupa Francesca Monterisi a spolusvětiteli byli arcibiskupové Giovan Battista Pichierri a Michele Scandiffio. Dne 15. října 2013 byl papežem Františkem ustanoven arcibiskupem-biskupem Altamury-Graviny-Acquaviva delle Fonti.
Dne 7. prosince 2023 přijal papež jeho rezignaci z důvodu dosažení kanonického věku 75 let.